# Джованні ван Бронкгорст
Ріддер Джованні Крістіан ван Бронкгорст (нід. Ridder Giovanni Christiaan van Bronckhorst, IPA: [dʒijoˈvɑni vɑmˈbrɔŋkɦɔrst]; * 5 лютого 1975, Роттердам) — колишній нідерландський футболіст індонезійського походження, захисник, капітан збірної Нідерландів у 2008—2010 роках.
Зіграв понад 100 матчів за збірну, взявши участь в трьох чемпіонатах світу (1998, 2006 і 2010) і трьох чемпіонатах Європи (2000, 2004 і 2008).
Після завершення ігрової кар'єри — футбольний тренер, з 2015 року очолює тренерський штаб «Феєнорда».

## Біографія

### Клубна кар'єра

#### Дитинство і початок кар'єри
Ван Бронкхорст народився в Роттердамі в індонезійсько-голландській сім'ї Віктора ван Бронкгорста та Франсьєн Сапулете, родом з Молуккських островів. Він почав грати за місцевий аматорський молодіжний клуб ЛМО Роттердам у віці 6 років, а на наступний рік вступив в молодіжну академію у «Феєнорда». У 1990 році, у віці 15 років, клуб запропонував йому професійний контракт, який він прийняв.

#### Феєнорд
Разом з молодіжною командою «Феєнорда», відразу після підписання першого контракту, у 1991 році став чемпіоном молодіжної ліги Нідерландів. Проте прорватися до першої команди йому не вдалося і Джованні був відданий в оренду до «Валвейка», у якому і дебютував в Ередивізі в 1993 році. Джованні повернувся до «Феєнорда» на початку сезону 1994/95, але не міг отримати стабільного місця в основному складі, провівши лише 10 ігор. Починаючи з сезону 1995/96 ван Бронкгорст зміг стати невід'ємним гравцем команди, граючи в більшості офіційних матчах «Феєнорда».
Всередині дев'яностих «Феєнорд» стає нездатним конкурувати з ПСВ та Аяксом за лідерство в Ередивізі. Крім того, ключові гравці команди, зокрема Генрік Ларссон, залишають команду. Тому ван Бронкхорст також починає шукати собі новий клуб. Він вирішив приєднатися до шотландського «Рейнджерса», який на той момент тренував Дік Адвокат, під керівництвом якого Джованні грав у збірних U-16 та U-18. Перехід відбувся влітку 1998 року і обійшовся новому клубу в 5,5 млн фунтів стерлінгів.

#### Рейнджерс
На момент переїзду до Шотландії ван Бронкхорст був уже гравцем національної збірної, з якою тільки-но виступив на французькому мундіалі і зайняв високе 4 місце. У першій же грі за «Рейнджерс» в драматичному матчі Кубка УЄФА проти ірландського «Шелбурна» при рахунку 3-0 на користь ірландців ван Бронкхорст забив гол, після чого його клуб довів матч до перемоги 5-3. Всього за «Рейнджерс» Джо забив 22 голи (13 у чемпіонаті, 3 у кубку Шотландії, 1 в кубку Ліги, 3 в Лізі Чемпіонів і 2 в Кубку УЄФА), граючи в основному роль розігруючого півзахисника. Влітку 2001 року ван Бронкхорст перейшов за 8,5 млн фунтів стерлінгів в лондонський «Арсенал».

#### Арсенал
Арсен Венгер, тодішній тренер «Арсенала», підписав ван Бронкхорста, замість півзахисника Еммануеля Петі, який покинув клуб. Тому у новому клубі Джованні почав грати у центрі півзахисту разом з Патріком Вієйра. Проте, після кількох місяців у клубі, Джованні отримав травму хрестоподібної зв'язки коліна. Після повернення, його роль у клубі стала мінімальною — він поступився місцем в сновному складі Патріку Вієйра, Еду та Жілберту Сілві.
Проте, ван Бронкгорст не залишив «Арсенал» без титулів, вигравши два Кубки та Суперкубок Англії (хоч і не брав участі в жодному з трьох фіналів) і ставши в 2002 році чемпіоном Англії.
Його останній вихід у складі «Арсеналу» стався 10 серпня 2003 року в матчі Суперкубка Англії, де Джованні, вийшовши на заміну, не забив післяматчовий пенальті, через що в підсумку каноніри програли «Манчестер Юнайтед». Через кілька днів після цього матчу він перейшов до «Барселони». Всього, за час перебування в Англії, Джованні забив лише два голи в Прем'єр-лізі: один забив «Лестер Сіті» 23 січня 2002 року, а другий — «Челсі» 1 січня 2003 року.

#### Барселона

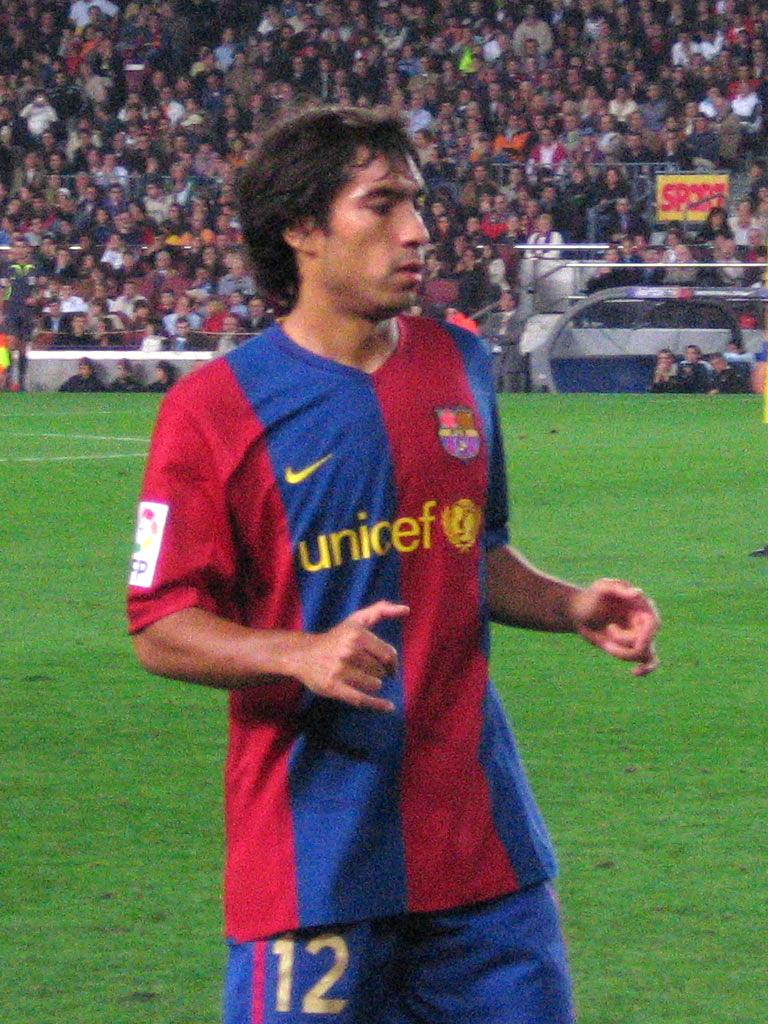
Джованні ван Бронкгорст в «Барселоні»

На початку сезону 2003/04 ван Бронкхорст перебрався в «Барселону» на правах однорічної оренди з можливістю подальшого повного викупу всіх прав на футболіста. Головним тренером клубу на той момент був Франк Райкард, під керівництвом якого футболіст вже грав за збірну у 1998—2000 роках.
В Іспанії Джованні повернувся на свою звичну позицію лівого захисника, допомігши клубу після трьох «непризових» сезонів виграти срібні медалі чемпіонату Іспанії. Також, він став грати в футболці, на якій було написано лише його коротке прізвисько «Джо» (нід. Gio), а не прізвище «Бронкгорст» (нід. Bronckhorst), яке він носив у попередніх клубах.
У травні 2004 року ван Бронкхорст був повністю викуплений в «Арсенала» за 2 млн. євро та підписав повноцінний трирічний контракт з «Барселоною». З клубом він виграв Ла Лігу в 2005 році, забивши в чемпіонаті 4 голи. У 2006 році, він допоміг своєму клубу повторити цей успіх, а також виграти Лігу чемпіонів, ставши єдиним гравцем, який взяв участь в усіх матчах Ліги Чемпіонів того сезону. У 2007 році до команди прийшов Ерік Абідаль, який витіснив Джованні з основного складу. 21 серпня 2007 року контракт ван Бронкгорста з «Барселоною» закінчився, і він вдруге у своїй кар'єрі приєднався на правах вільного агента до «Феєнорда».

#### Феєнорд

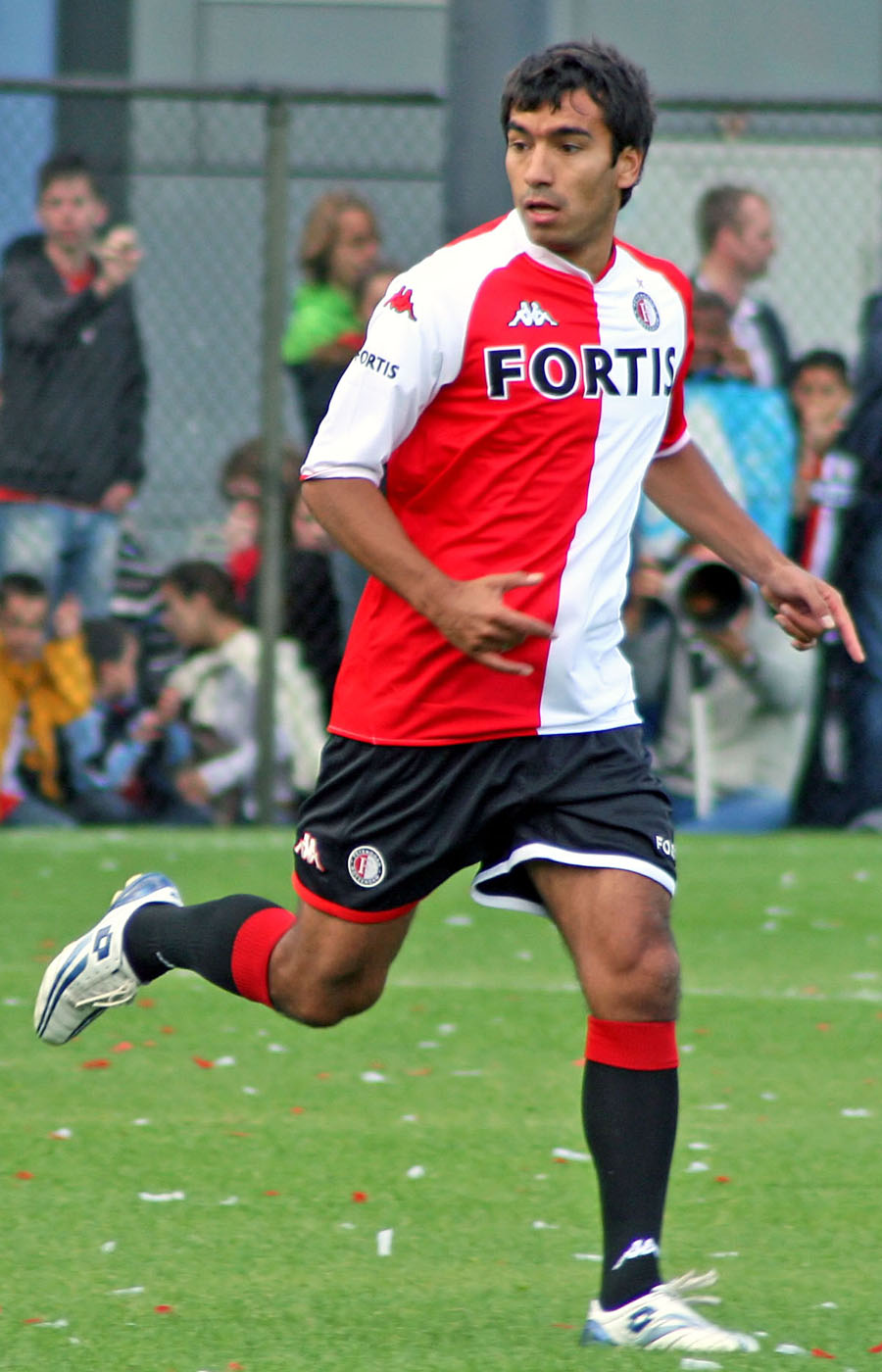
Джованні ван Бронкгорст в «Феєнорді»

З моменту повернення до свого рідного клубу, ван Бронкхорст став ключовим гравцем команди. На початку свого першого сезону в Роттердамі, тодішній тренер «Феєнорда» Берт ван Марвейк зробив ван Бронкгорста капітаном команди. У 2008 році він виграв перший і єдиний трофей з клубом — кубок Нідерландів. 12 травня 2010 року Джованні оголосив про завершення кар'єри футболіста після завершення чемпіонату світу 2010 року. Останнім матчем футболіста стала товариська гра між «Феєнордом» та «Мальоркою» 25 липня 2010 року.

### Кар'єра у збірній

#### Початок кар'єри
Спочатку Джованні дебютував у національній олімпійській збірній, у складі якої не зміг пройти кваліфікацію на Олімпійські ігри 1996 року в Атланті. Свій перший виклик до національної збірної отримав у серпні 1996 року від тогочасного головного тренера збірної Гуса Гіддінка на товариський матч проти збірної Бразилії на Амстердам-Арені. У 1998 році зміг потрапити до списку футболістів, які поїхали на чемпіонат світу, проте жодного разу так і не вийшов на поле, а його партнери змогли зайняти високе 4 місце.

#### Євро-2000
У збірній Джованні в основному грав на позиції лівого атакуючого півзахисника, на відміну від клубної позиції лівого захисника. У збірній Нідерландів на домашньому Євро-2000 Джо поступився своєю позицію на лівому фланзі атаки швидконогому Марку Овермарсу і молодшому Будевейну Зендену. Тому ван Бронкгорст зайняв місце лівого захисника, проте і тут він поступався ветерану Артуру Нюману, який завершив кар'єру відразу після закінчення європейського форуму. Після цього всі тренери національної команди постійно викликали ван Бронкгорста на матчі збірної, де для нього майже завжди було місце на полі.

#### ЧС-2002

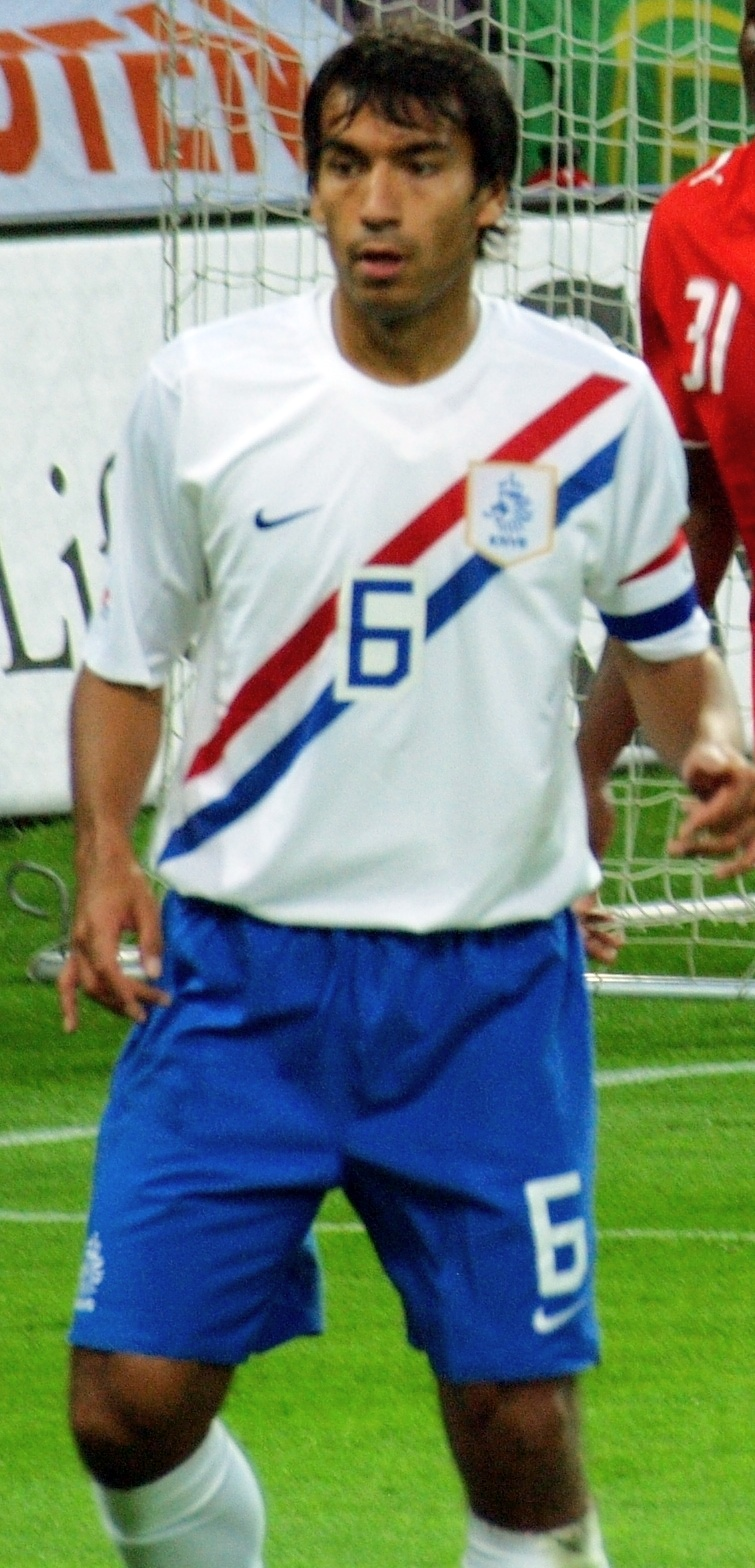
Джованні ван Бронкгорст у збірній з капітанською пов'язкою на ЧС-2010

Невдача спіткала команду Нідерландів у кваліфікації до Чемпіонату світу 2002 року — «помаранчеві» взагалі не потрапили до Кореї та Японії, пропустивши в кваліфікації вперед збірні Португалії та Ірландію. Після цієї провальної кампанії головний тренер Луї ван Гал був відправлений у відставку. Сам Джованні ван Бронкгорст зіграв у чотирьох матчах відбору і забив один гол.

#### Євро-2004
Новий тренер збірної, Дік Адвокат, знову повернув футболіста на позицію лівого захисника. На Євро-2004 Нідерланди дійшли до півфіналу, поступившись господарям чемпіонату, Португалії. Ван Бронкхорст грав персонально проти Луїша Фігу, часто програючи боротьбу лідеру португальців.

#### ЧС-2006
На Чемпіонаті світу 2006 багатообіцяюча збірна Нідерландів знову поступилася Португалії, цього разу в 1/8 фіналу. Джованні був основним гравцем збірної в кваліфікації та фінальному турнірі. А в останньому матчі збірної на мундіалі за рахунку 0-1 на користь португальської команди він був вилучений. Крім нього, з поля були вилучені ще три футболісти, а окрім того команда отримали 16 жовтих карток.
Ван Бронкхорст натякнув, що після Чемпіонату світу він може завершити свої виступи за національну збірну, але все ж продовжив виступи і у кваліфікації до Євро-2008.

#### Євро-2008
У відбірковому матчі Євро-2008, 28 березня 2007 року, який Нідерланди виграли матч з рахунком 1-0, Ван Бронкгорст забив переможний гол у ворота Словенії. Завдяки цьому «помаранчеві» змогли в кінцевому етапі зайняти друге місце в групі і пройти у фінальну частину.
На самому турнірі, 9 червня 2008 року, під час матчу проти збірної Італії, який завершився перемогою 3-0, Джованні віддав гольовий пас і сам забив третій гол збірної.
Ще до Євро-2008, тодішній капітан збірної Едвін ван дер Сар заявив про свій намір піти з національної збірної після завершення турніру. Він зіграв свою останню гру як капітан проти збірної Росії, яка завершилася поразкою 3-1 у додатковий час і вильотом Нідерландів з турніру. Відразу після цього ван Бронкгорста обрали наступним капітаном.

#### ЧС-2010
Джованні був основним гравцем у кваліфікації до мундіалю, в зв'язку з чим був прогнозовано включений в попередній склад команди на турнір. 27 травня 2010 року, тодішній менеджер збірної Берт ван Марвейк включив ван Бронкгорста до складу 23 футболістів збірної, до того ж як капітана команди.
Джованні ван Бронкхорст провів свій сотий матч за збірну в першому матчі Нідерландів на турнірі, де вони зустрілися із збірною Данії. У півфіналі проти збірної Уругваю, який Нідерланди виграли з рахунком 3-2, він забив свій єдиний гол у фінальних частинах чемпіонатів світу. Потужним ударом з-за меж штрафного майданчика Джованні пробив точно в дев'ятку без шансів для голкіпера Фернандо Муслери. Цей гол вважається одним з найкрасивіших голів турніру.
У фінальному матчі проти збірної Іспанії ван Бронкхорст був замінений на 105-й хвилині на Едсона Брафгейда за рахунку 0-0, а фатальний для Нідерландів гол Андрес Іньєста провів вже після виходу з гри Джованні — на 116-й хвилині. Незважаючи на друге місце, ван Бронкхорст заявив, що він все одно був гордий досягненням команди.
Відразу після цього матчу футболіст завершив свою професійну футбольну кар'єру.

### Голи за збірну
| N  | Дата            | Місце                 | Суперник  | Рахунок | Результат | Турнір                 |
| -- | --------------- | --------------------- | --------- | ------- | --------- | ---------------------- |
| 1. | 4 червня 1997   | Йоганнесбург, ПАР     | ПАР       | 0–1     | 0–2       | Товариський матч       |
| 2. | 2 вересня 2000  | Амстердам, Нідерланди | Ірландія  | 2–2     | 2–2       | Кваліфікація ЧС-2002   |
| 3. | 12 лютого 2003  | Амстердам, Нідерланди | Аргентина | 1–0     | 1–0       | Товариський матч       |
| 4. | 28 березня 2007 | Целє, Словенія        | Словенія  | 0–1     | 0–1       | Кваліфікація Євро-2008 |
| 5. | 9 червня 2008   | Берн, Швейцарія       | Італія    | 3–0     | 3–0       | Євро-2008              |
| 6. | 6 липня 2010    | Кейптаун, ПАР         | Уругвай   | 1–0     | 3–2       | ЧС-2010                |

## Тренерська робота
21 липня 2011 року повернувся до свого рідного «Феєнорда», прийнявши пропозицію увійти до очолюваного Роналдом Куманом тренерського штабу команди цього клубу. Продовжив працювати із клубом й після приходу на його тренерський місток влітку 2014 року Фреда Рюттена.
А вже 23 березня 2015 року було повідомлено, що ван Бронкгорст стане новим головним тренером «Феєнорда» по завершенні сезону, оскільки керівництво клубу вирішило не подовжувати однорічний контракт з Рюттеном. Офіційне призначення ван Бронкгорста відбулося 18 травня 2015, наступного дня після звільнення його попередника.
18 листопада 2021 року Джованні ван Бронкгорст очолив шотландський «Рейнджерс»

## Особисте життя
Ван Бронкгорст одружений з Маріке, має двох синів — Джейка і Джошуа. Крім того в нього є молодша сестра.

### Особиста інформація[21]
- Улюблений фільм: Підозрілі особи
- Улюблений кіноактор: Роберт де Ніро
- Улюблена гра на PlayStation: Pro Evolution Soccer
- Улюблена книга: Код да Вінчі
- Улюблений співак: Ашер
- Улюблений журнал T3, кілька різних журналів про кіно і будь-який футбольний журнал
- Улюблена книга: Голландський Телеграф
- Улюблена марка одягу: Gucci
- Улюблений автомобіль: Aston Martin
- Улюблена їжа: Chicken cordon bleu
- Улюблений напій: Coca-Cola
- Улюблений футболіст: Роналдіньо
- Улюблена пісня: Let Me Entertain You Роббі Вільямса

## Статистика

### Клубна
Згідно з сайтом national-football-teams.com
| Сезон   | Клуб               | Чемпіонат                | Ігор | Голів |
| ------- | ------------------ | ------------------------ | ---- | ----- |
| 1993/94 | «Феєнорд»          | Ередивізі                | 0    | 0     |
| 1993/94 | «Валвейк»          | Ередивізі                | 12   | 2     |
| 1994/95 | «Феєнорд»          | Ередивізі                | 10   | 1     |
| 1995/96 | «Феєнорд»          | Ередивізі                | 27   | 9     |
| 1996/97 | «Феєнорд»          | Ередивізі                | 34   | 4     |
| 1997/98 | «Феєнорд»          | Ередивізі                | 32   | 8     |
| 1998/99 | «Рейнджерс»        | Шотландська Прем'єр-ліга | 35   | 7     |
| 1999/00 | «Рейнджерс»        | Шотландська Прем'єр-ліга | 27   | 4     |
| 2000/01 | «Рейнджерс»        | Шотландська Прем'єр-ліга | 11   | 2     |
| 2001/02 | «Арсенал» (Лондон) | Англійська Прем'єр-ліга  | 21   | 1     |
| 2002/03 | «Арсенал» (Лондон) | Англійська Прем'єр-ліга  | 20   | 1     |
| 2003/04 | «Барселона»        | Прімера Дивізіон         | 34   | 1     |
| 2004/05 | «Барселона»        | Прімера Дивізіон         | 29   | 4     |
| 2005/06 | «Барселона»        | Прімера Дивізіон         | 19   | 0     |
| 2006/07 | «Барселона»        | Прімера Дивізіон         | 23   | 0     |
| 2007/08 | «Феєнорд»          | Ередивізі                | 32   | 7     |
| 2008/09 | «Феєнорд»          | Ередивізі                | 27   | 1     |
| 2009/10 | «Феєнорд»          | Ередивізі                | 29   | 0     |

### Збірна

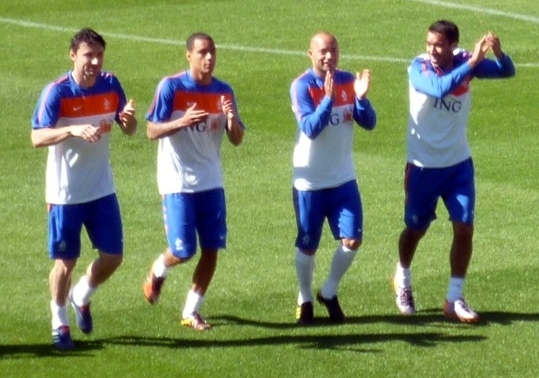
Ван Бронкгорст з партнерами на тренуванні у стані національної збірної

Згідно з сайтом rsssf.com
| Рік    | Ігор | Голів |
| ------ | ---- | ----- |
| 1996   | 3    | 0     |
| 1997   | 4    | 1     |
| 1998   | 1    | 0     |
| 1999   | 6    | 0     |
| 2000   | 7    | 1     |
| 2001   | 4    | 0     |
| 2002   | 1    | 0     |
| 2003   | 6    | 1     |
| 2004   | 13   | 0     |
| 2005   | 9    | 0     |
| 2006   | 9    | 0     |
| 2007   | 10   | 1     |
| 2008   | 14   | 1     |
| 2009   | 9    | 0     |
| 2010   | 10   | 1     |
| Всього | 105  | 6     |

### Тренерська
Станом на 14 лютого 2016 року
| Клуб      | З              | По     | І  | В  | Н | П  | % В     |
| --------- | -------------- | ------ | -- | -- | - | -- | ------- |
| «Феєнорд» | 18 травня 2015 | досі   | 29 | 15 | 4 | 10 | 51.72 % |
| Усього    | Усього         | Усього | 29 | 15 | 4 | 10 | 51.72 % |

## Досягнення

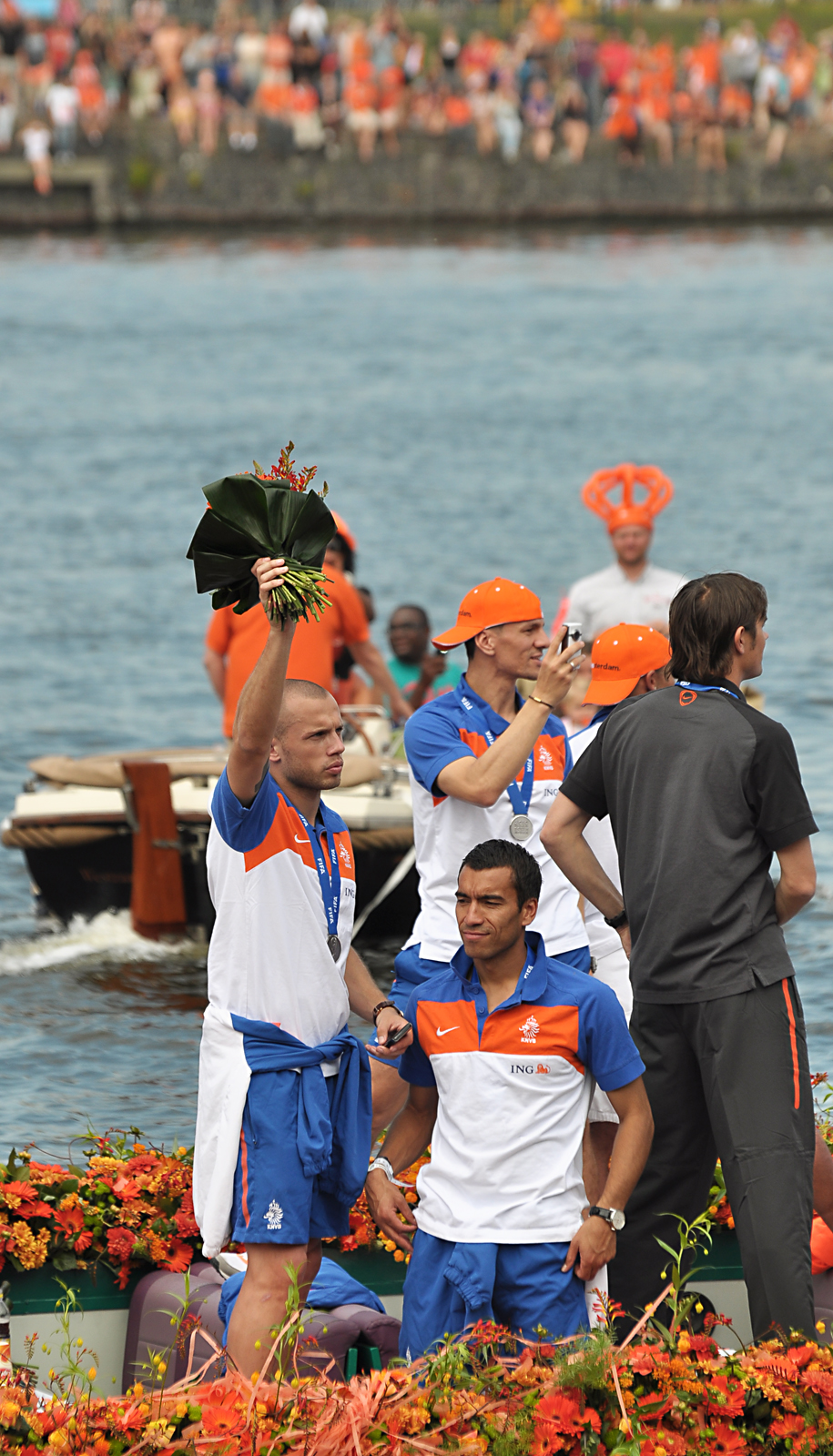
Джованні ван Бронкгорст з Джоном Гейтінгою, Халідом Буларузом та Філліпом Коку в 2010 році

### Клубні
Гравець

#### «Феєнорд»
- Володар кубка Нідерландів: 1994-95, 2007-08

#### «Рейнджерс»
- Чемпіон Шотландії: 1998-99, 1999–2000
- Володар кубка Шотландії: 1998-99, 1999–2000
- Володар кубка шотландської Ліги: 1997-98, 1998-99

#### «Арсенал» (Лондон)
- Чемпіон Англії: 2001-02
- Володар кубка Англії: 2001-02, 2002-03
- Володар суперкубка Англії: 2002

#### «Барселона»
- Чемпіон Іспанії: 2004-05, 2005-06
- Володар суперкубка Іспанії: 2005, 2006
- Переможець Ліги чемпіонів: 2005-06

Тренер

#### «Рейнджерс»
- Володар кубка Шотландії: 2021-22

### Нідерланди
- Срібний призер чемпіонату світу: 2010
- Півфіналіст чемпіонату Європи: 2000, 2004

### Індивідуальні
- Орден Оранських-Нассау (2010)